# 戴孚
戴孚（?—?），唐代譙郡（今安徽亳州）人。
生平不詳，唐肅宗至德二年（757年）與好友顧況同登進士第。授官校書郎，大曆六年（771年）在桐廬縣令鄭鋒家聽神仙誦詩，終官饒州錄事參軍。著有《廣異記》二十卷，多散佚。